# Dorothy Hansine Andersen
Dorothy Hansine Andersen (15 de mayo de 1901-3 de marzo de 1963) fue una doctora estadounidense
especializada en pediatría y patología, conocida por ser la primera persona que identificó la fibrosis quística como una enfermedad en 1938, así como por crear una sencilla prueba para su diagnóstico que sigue usándose en la actualidad. También dedicó parte de su vida al estudio de las enfermedades por almacenamiento de glucógeno y las malformaciones del corazón, recolectando especímenes de corazones con defectos cardíacos congénitos para su estudio, esta experiencia le permitió colaborar en la creación de un programa de entrenamiento en cirugía cardíaca para diversos hospitales.

## Biografía

### Nacimiento y educación
Nació en 1901 en Asheville, Carolina del Norte, en los Estados Unidos. Su padre, Hans Peter Andersen, era de origen danés, y su madre, Mary Louise Mason, era de Nueva Inglaterra. Cuando apenas contaba con 13 años de edad murió su padre, por lo que decidieron mudarse al estado de Vermont. Dorothy se encargó de atender a su madre inválida hasta su muerte en 1920.
Realizó sus estudios en Mount Holyoke College donde obtuvo un B.A. en 1922, posteriormente obtuvo su título de Medicina en la Universidad Johns Hopkins en 1926. Al terminar sus estudios realizó un internado en el Departamento de Cirugía del Strong Memorial Hospital en Rochester, Nueva York, y dio clases en la Universidad de Rochester. Dorothy estaba interesada en especializarse en Cirugía, pero por ser mujer se le negó el acceso a la residencia. Decidió entonces aceptar un puesto en el Departamento de Patología del Colegio de Médicos y Cirujanos de la Universidad de Columbia en 1929.

### Carrera
En 1930 recibió el nombramiento de profesora de patología en la Universidad de Columbia. Mientras estaba en la universidad dedicó parte de su tiempo a la investigación de las funciones endocrinas y reproductivas de la mujer y obtuvo un doctorado en ciencias médicas en 1935. Ese año recibió el cargo de patóloga asistente en el Babies Hospital del Columbia-Presbyterian Medical Center. Entre las funciones de Andersen se incluía el realizar autopsias, como estaba muy interesada en las malformaciones cardíacas comenzó a recolectar los corazones de los niños que nacían con estos defectos. Fue en este hospital también donde entró en contacto con el caso de un niño que había presentado un cuadro de enfermedad celíaca —enfermedad causada por intolerancia al gluten—, durante la autopsia notó una lesión en el páncreas. Tras una extensa investigación descubrió una entidad distintiva, aunque no reconocida previamente, que llamó fibrosis quística.
A mediados de los años 1940, los primeros especialistas que intentaban llevar a cabo cirugía a corazón abierto buscaron su ayuda, tanto por el amplio conocimiento que tenía en cardiología infantil, como por su colección de especímenes con defectos cardíacos. Con su experiencia, Andersen colaboró en la creación de un programa de entrenamiento para cirugía cardíaca en diversos hospitales. En 1958, recibió el nombramiento de jefa de patología en el Columbia-Presbyterian Hospital y profesora de patología en el Colegio de Médicos y Cirujanos de la Universidad de Columbia. Dedicó sus últimos años, junto a su equipo de investigación, a realizar numerosos estudios que la llevaron a crear una prueba diagnóstica simple para la fibrosis quística. Tenía un arraigado vicio por el tabaco y murió de cáncer pulmonar en 1963, a la edad de 62 años.

## Legado y reconocimientos
Dorothy Andersen fue una maestra apreciada y sus contribuciones a la medicina le permitieron alcanzar el reconocimiento. La prueba diagnóstica que ideó para la fibrosis quística en sus últimos años de vida sigue siendo utilizada. Fue miembro honorario de la Academia Americana de Pediatría y presidente honorario de la National Cystic Fibrosis Research Foundation. Recibió diversos premios por su trabajo, entre los que se incluyen el Premio Elizabeth Blackwell en 1954 y la Medalla por Servicios Distinguidos del Columbia-Presbyterian Medical Center en 1963, concedida a título póstumo. Por su trabajo científico fue introducida al National Women's Hall of Fame en 2002.